# El Mirador, Ixtacamaxtitlán
El Mirador är en ort i Mexiko.   Den ligger i kommunen Ixtacamaxtitlán och delstaten Puebla, i den sydöstra delen av landet, 140 km öster om huvudstaden Mexico City. El Mirador ligger 2 789 meter över havet och antalet invånare är 1 195.
Terrängen runt El Mirador är huvudsakligen kuperad, men västerut är den bergig. Terrängen runt El Mirador sluttar norrut. Runt El Mirador är det ganska tätbefolkat, med 65 invånare per kvadratkilometer. Närmaste större samhälle är Libres, 13,4 km sydost om El Mirador. I omgivningarna runt El Mirador växer huvudsakligen savannskog.